# Höxter (distrito)
Höxter é um distrito (Kreis ou Landkreis) da Alemanha localizado na região administrativa (Regierungsbezirk) de Detmold, no estado da Renânia do Norte-Vestfália.

## Cidades
Os municípios do distrito de Höxter possuem todos estatuto de "cidade" (populações em 31/12/2009):
| Cidade        | População | km²    | Hab./km² |  |
| ------------- | --------- | ------ | -------- |  |
| Bad Driburg   | 19 100    | 115,07 | 166      |  |
| Beverungen    | 14 279    | 97,84  | 146      |  |
| Borgentreich  | 9 182     | 138,76 | 66       |  |
| Brakel        | 17 067    | 173,74 | 98       |  |
| Höxter        | 31 415    | 157,89 | 199      |  |
| Marienmünster | 5 335     | 64,35  | 83       |  |
| Nieheim       | 6 621     | 79,79  | 83       |  |
| Steinheim     | 13 270    | 75,68  | 175      |  |
| Warburg       | 23 611    | 168,71 | 140      |  |
| Willebadessen | 8 590     | 128,14 | 67       |  |